# Мозолиці-Малі
Мозолиці-Малі (пол. Mozolice Małe) — село в Польщі, у гміні Сецехув Козеницького повіту Мазовецького воєводства.
Населення — 106 осіб (2011).
У 1975-1998 роках село належало до Радомського воєводства.

## Демографія
Демографічна структура станом на 31 березня 2011 року:
|          | Загалом | Допрацездатний вік | Працездатний вік | Постпрацездатний вік |
| -------- | ------- | ------------------ | ---------------- | -------------------- |
| Чоловіки | 48      | 9                  | 33               | 6                    |
| Жінки    | 58      | 8                  | 37               | 13                   |
| Разом    | 106     | 17                 | 70               | 19                   |